# شاه کبرا

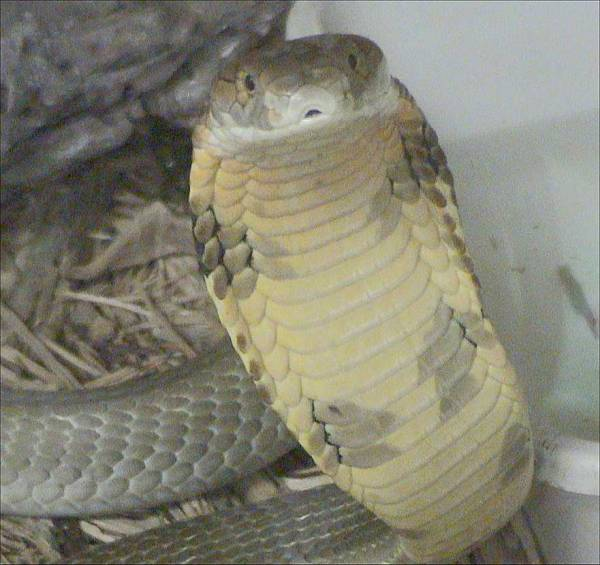
یک شاه کبرای نر بالغ

شاه کبرا (به انگلیسی: King cobra)، (نام علمی: Ophiophagus hannah) درازترین مار زهرآگین جهان است و درازای آن می‌تواند به ۶٫۷ متر (۲۲ فوت) برسد. این گونه از مار با وجود شباهت به کبرا از لحاظ ژنتیکی فاصله عمده ای با کبرا پیدا کرده است و تنها ماری است که برای فرزندآوری لانه می سازد، بومی انحصاری جنگل‌های جنوب آسیا، جنوب شرق آسیا و هند است. شاه کبرا دارای زهری بسیار قوی و خطرناک است و گرچه ماری خجالتی بوده و عموماً از رویارویی با انسان پرهیز می‌کند، اما ممکن است در صورت احساس تهدید و تحریک توسط انسان، از خود دفاع کند. این مار، خزنده ملی هند است و در اسطوره‌شناسی و آداب و سنن تاریخی کشورهای میانمار، سری‌لانکا و هند دارای پیشینه‌ای طولانی است.

## واژه‌شناسی
کلمه Ophiophagus از زبان یونانی گرفته شده و به معنای مارخور است.

## تغذیه
بیشتر رژیم غذایی این نوع مار شامل مارمولک‌ها و مارهای دیگر می‌شود. مارهایی که شاه کبرا از آنان تغذیه می‌کند شامل مارهای افعی، کبرای هندی، مار براق نواری، مار موش‌خوار و پایتون‌ها است. شاه کبرا در صورت دسترسی، از سایر مهره‌داران مانند جوندگان و پرندگان نیز تغذیه می‌کند. شاه کبراها پس از بلعیدن یک شکار بزرگ، به دلیل سرعت متابولیسم پایین خود، تا ماه‌ها نیازی به تغذیهٔ مجدد نخواهند داشت.

## مشخصات شاه کبرا
شاه کبرا ماری بزرگ و قدرتمند است که طول آن به‌طور متوسط به ۳٫۶ تا ۴ متر (۱۲ تا ۱۳ پا) و وزن متوسط آن به ۶ کیلوگرم می‌رسد. بزرگ‌ترین شاه کبرای ثبت شده، ۵٫۸۵ متر (۱۹٫۲ فوت) طول داشته است.
در کوه‌های نخن سی تامارات جنوب تایلند یک شاه کبرای وحشی شکار شده که درازای آن به ۵٫۶ متر (۱۸٫۵ پا) می‌رسد. همچنین تا پیش از وقوع جنگ جهانی دوم یک شاه کبرا در باغ وحش لندن نگهداری می‌شد که درازای آن به ۵٫۷ متر (۱۸٫۸ پا) می‌رسید. سنگین‌ترین شاه کبرای وحشی ثبت‌شده نیز با وزن ۱۲ کیلوگرم و طول ۴/۸ متر در سال ۱۹۵۱ در سنگاپور گرفته شد.
رنگ شاه کبراها زیتونی‌رنگ به همراه نوارهای سیاه و سفید است. این مارها دارای دودیسی جنسی بوده و مارهای نر، معمولاً بزرگ‌تر و کم‌رنگ‌تر هستند.

## زهر
شاه کبرا از لحاظ میزان زهر، بیشترین زهر را در بین مارها دارد و می‌تواند در یک گزش، میزان ۲ تا ۷ میلی‌لیتر زهر را به بدن موجود وارد کند که این میزان برای کشتن ۱۲۲ موش کافی است. زهر شاه کبرا از اجزای مختلفی شامل سیتوتوکسین‌ها و نوروتوکسین‌ها تشکیل شده است و به وسیلهٔ آن، این مار می‌تواند فقط با یک بار گزیدن، انسان را از پای درآورد. زهر این مار با تأثیر بر دستگاه عصبی مرکزی باعث ایجاد درد شدید، تاری دید، عدم تعادل، سرگیجه، خواب‌آلودگی و فلج کامل می‌شود. در صورت عدم انجام اقدامات درمانی، شخص گزیده‌شده ممکن است با توقف نورون عصبی گردش خون و نارسایی تنفسی، به کما رفته و پس از ۳۰ دقیقه از گزش، جان خود را از دست بدهد.

## نگارخانه

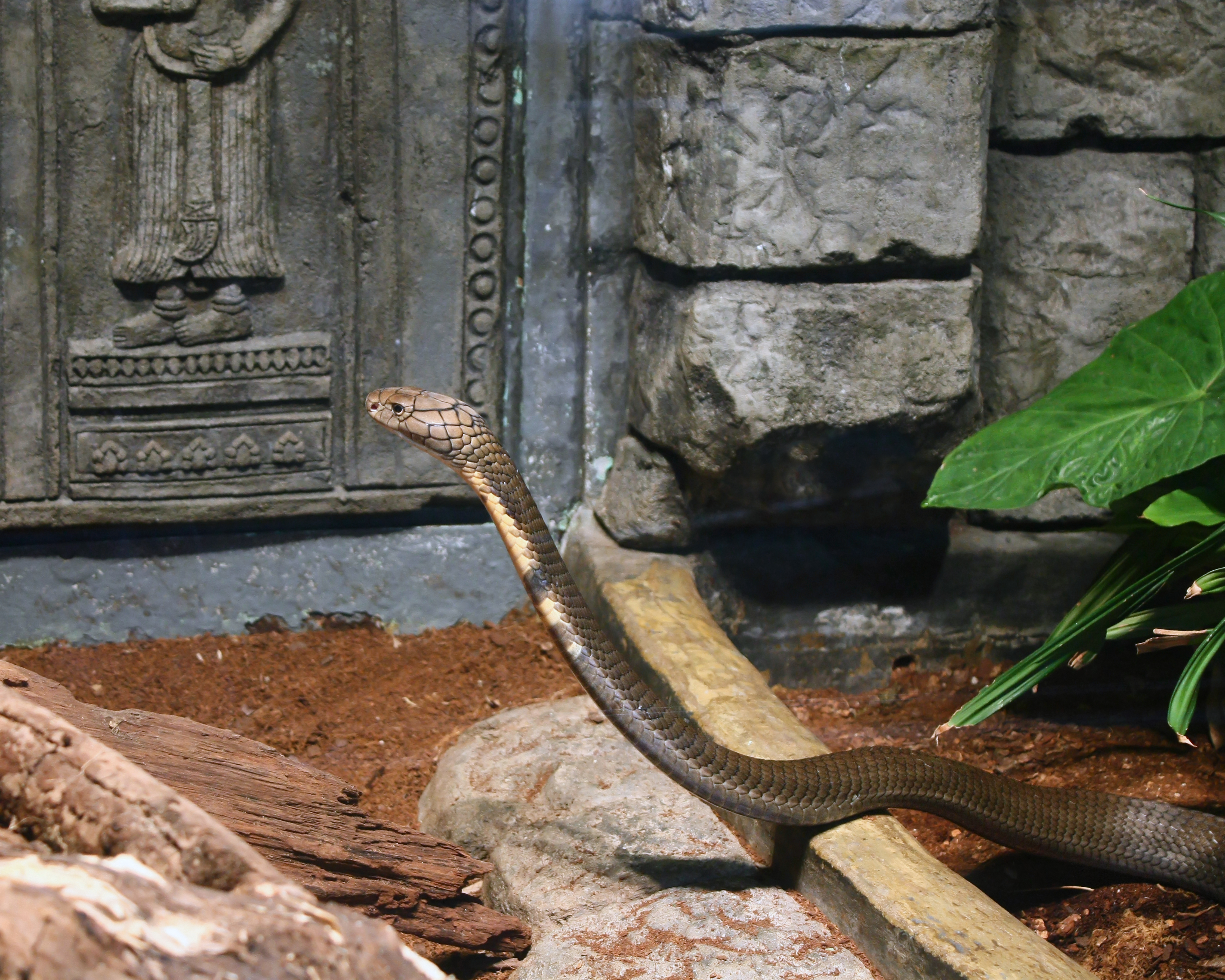
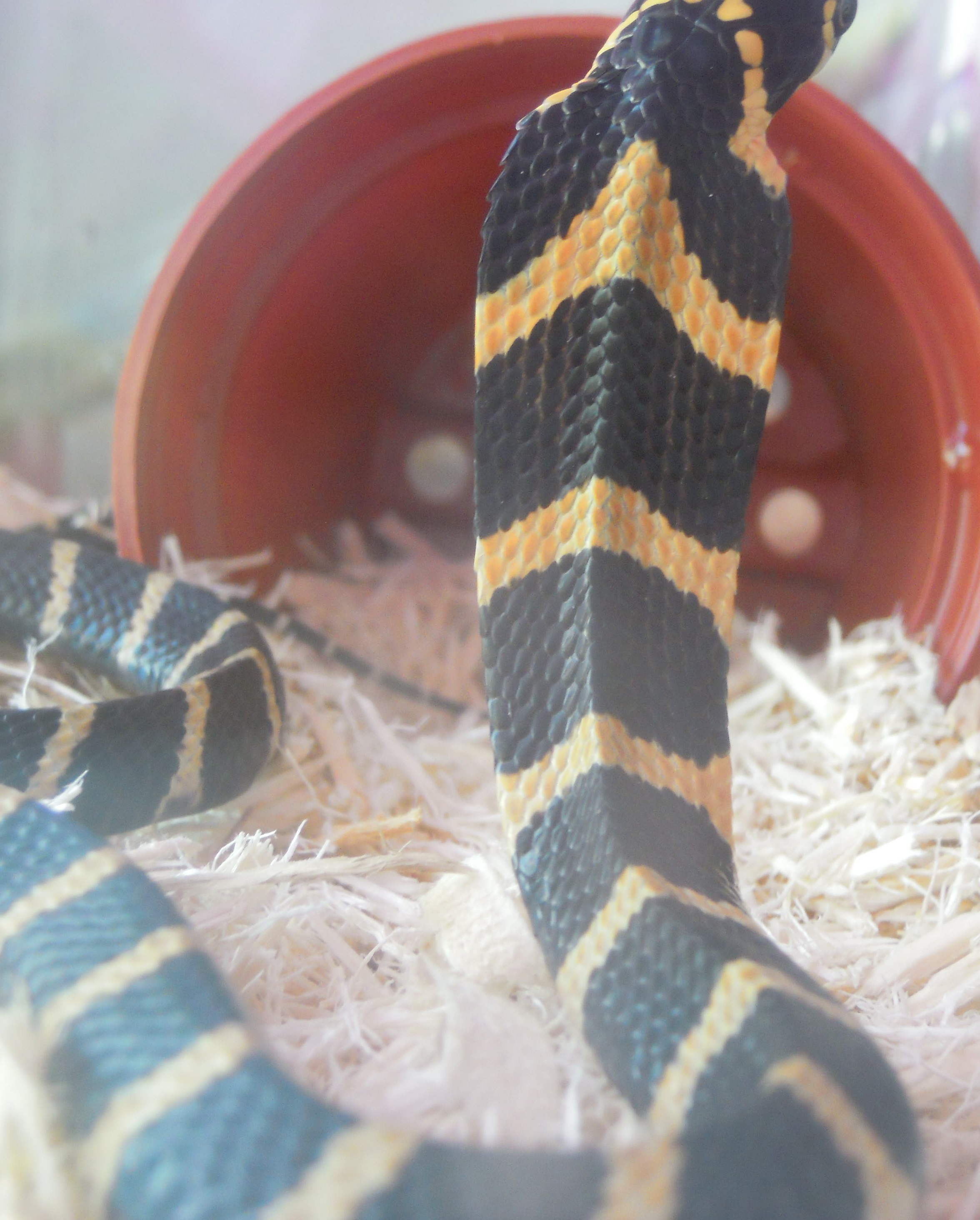
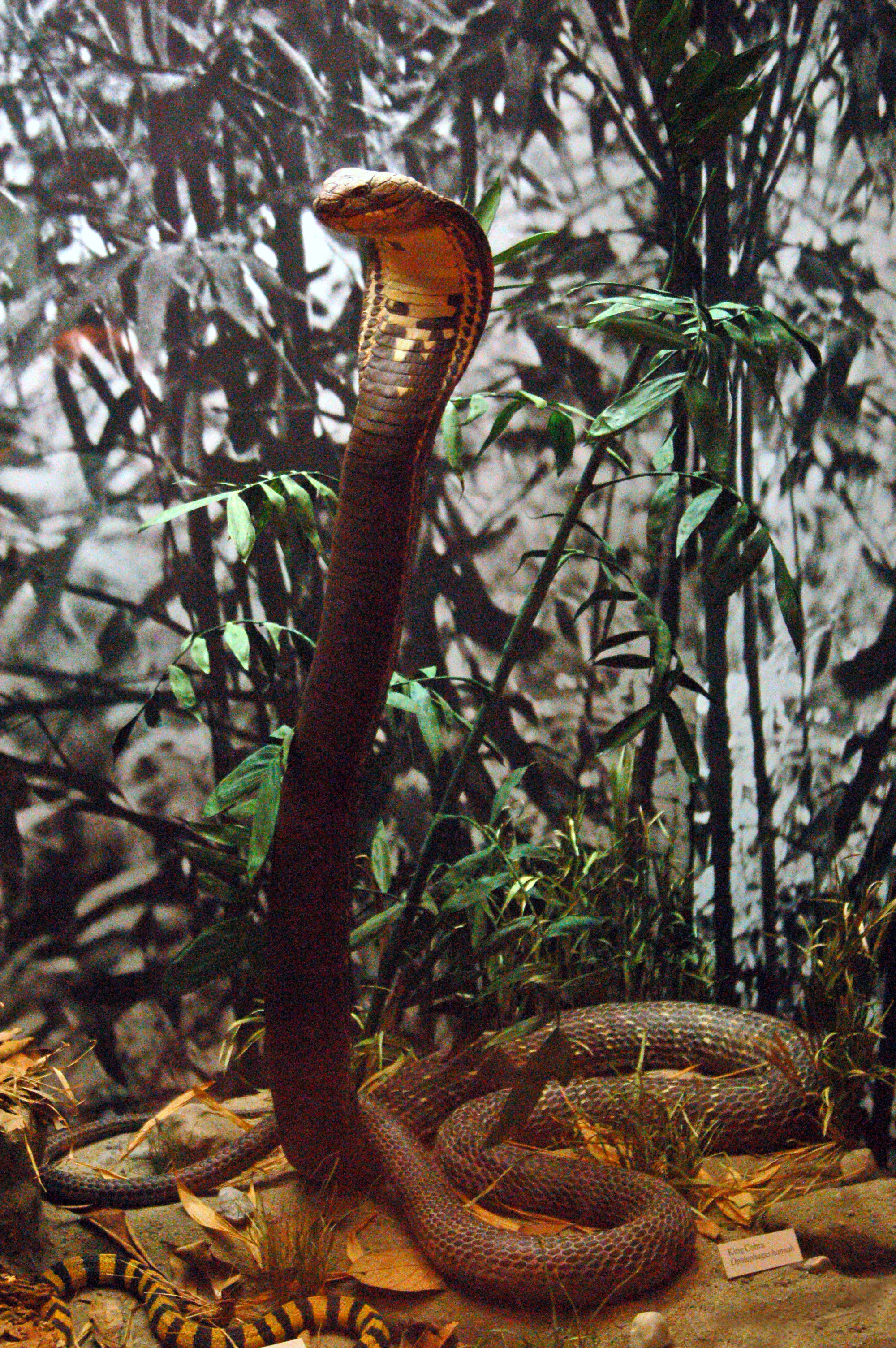
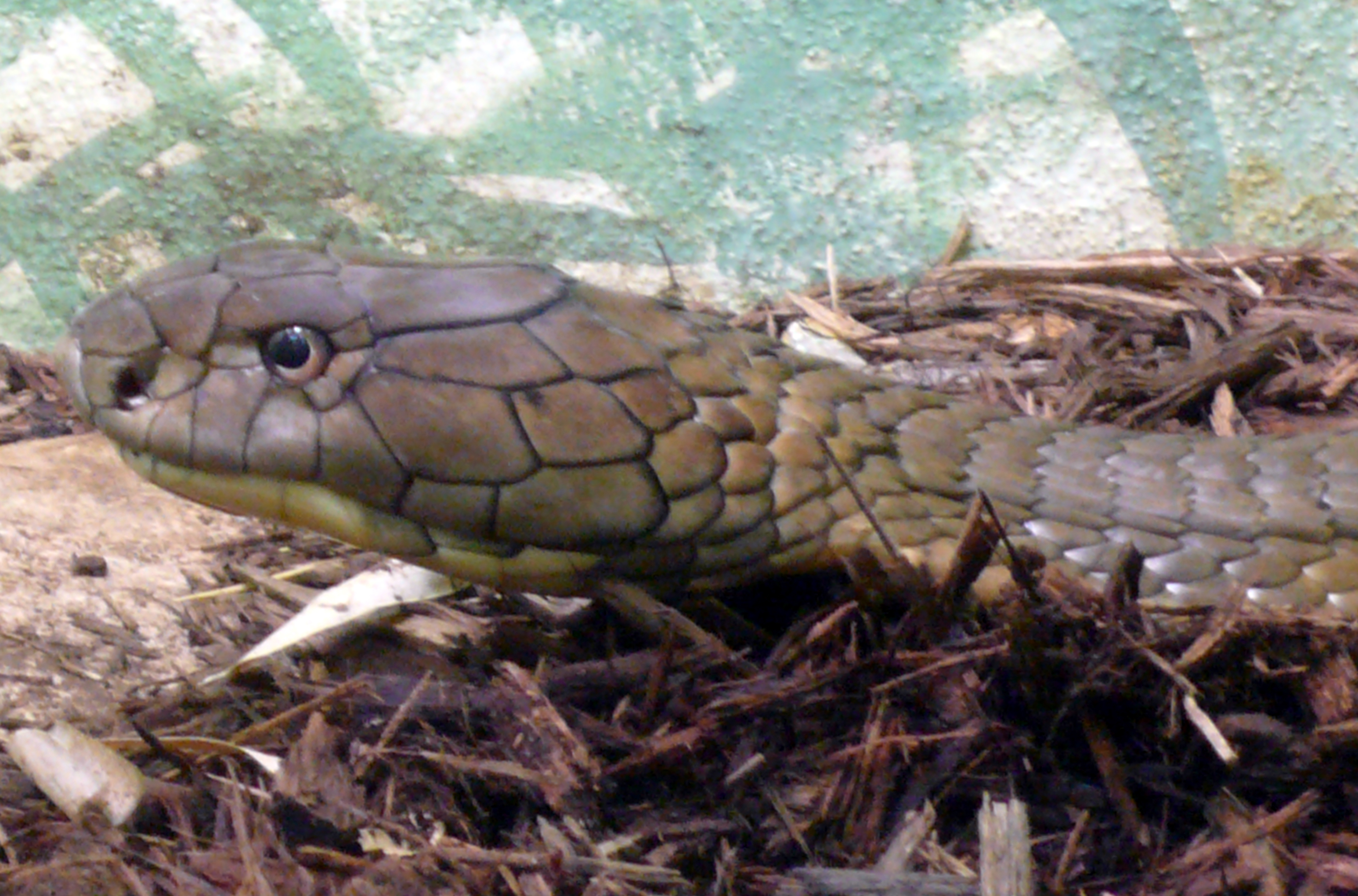
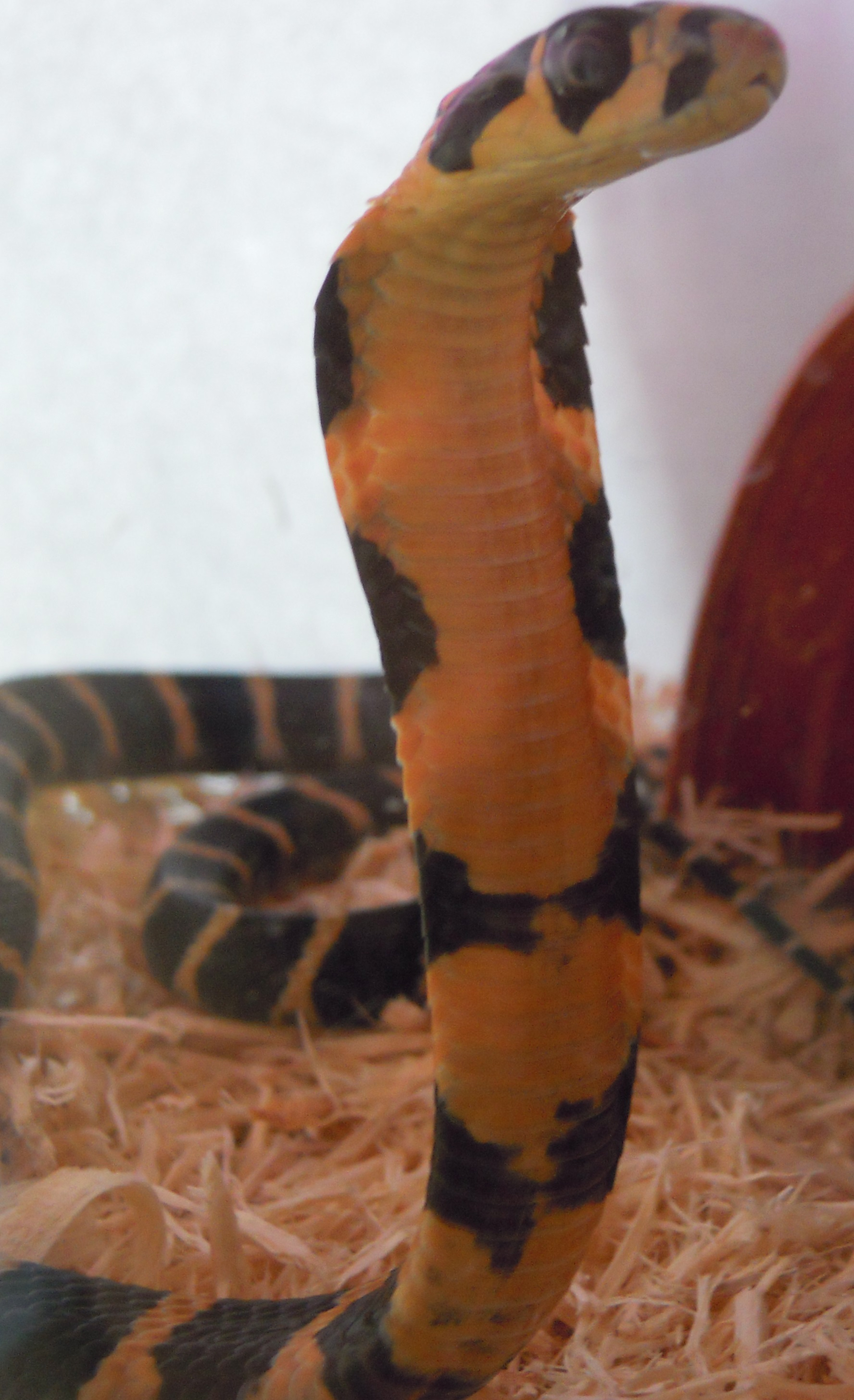
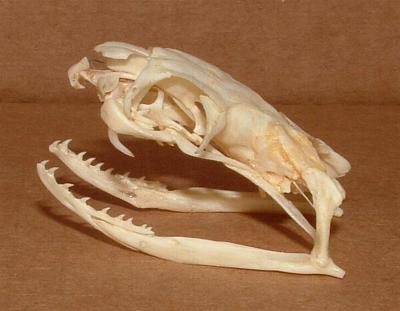